# Istriotische Sprache
Das Istriotische (manchmal auch Istro-Romanisch) ist eine romanische Sprache, die in Kroatien, im Südwesten Istriens, in den Städten Rovinj/Rovigno, Vodnjan/Dignano, Bale/Valle, Fažana/Fasana, Galižana/Gallesano und  Ližnjan/Lisignano sowie im Umland von Pula/Pola gesprochen wird.
Wie das ebenfalls in Istrien beheimatete Istrorumänische wird das Istriotische nur noch von wenigen hauptsächlich älteren Menschen gesprochen und ist daher in seinem Fortbestehen massiv bedroht. Schätzungen gehen von weniger als 1000 Sprechern aus. Als Schriftsprache verwenden die Sprecher gewöhnlich das Italienische.
Die Sprache wird von ihren Sprechern selbst nicht als „Istriotisch“ (italienisch Istrioto) bezeichnet. Dieser Begriff geht auf den italienischen Linguisten Graziadio Isaia Ascoli zurück. Die Sprecher des Istriotischen bezeichnen ihre Sprache in der Regel nach ihrem Ort – also etwa rovignese in Rovigno oder fasanese in Fasana.

## Sprachverwandtschaft
Das Istriotische gehört als romanische Sprache zur indogermanischen Sprachfamilie. Es nimmt sprachgeschichtlich eine Zwischenstellung zwischen den italoromanischen Sprachen einerseits und dem einst längs der Ostküste der Adria gesprochenen, heute ausgestorbenen Dalmatischen als Vertreter der balkanromanischen Sprachen andererseits ein. Bei der genaueren Einordnung dieser Sprache bestand lange Uneinigkeit. Lange Zeit wurde sie als Dialekt des Italienischen klassifiziert, heute jedoch wird sie gemeinsam mit dem Dalmatischen zu der Gruppe der Dalmatoromanischen Sprachen gezählt. Damit ist sie der einzige nicht ausgestorbene Vertreter dieser Sprachfamilie.

## Textbeispiel
| Istriotisch | Italienisch | Deutsch |
| --- | --- | --- |
| La nostra zì oûna longa cal da griebani: i spironi da Monto inda uò salvà, e ’l brasso da Vistro uò rastà scuio pei grutoni pioûn alti del mar, ca ruzaghia sta tiera viecia-stara. Da senpro i signemo pissi sensa nom, ca da sui sa prucoûra ’l bucon par guodi la veîta leîbara del cucal, pastadi dala piova da Punente a da Livante e cume i uleîi mai incalmadi. Fra ste carme zì stà la nostra salvissa, cume i riboni a sa salva dal dulfeîn fra i scagni del sico da San Damian; el nostro pan, nato gra li gruote, zi stà inbinideî cul sudur sula iera zbruventa da Paloû… e i vemo caminà par oûna longa cal da griebani, c’ancui la riesta lissada dali nostre urme. | La nostra è una lunga strada irta di sassi: gli speroni di Monto ci hanno salvato, ed il braccio di Vistro è rimasto scoglio per le grotte poste più in alto del mare, che erode questa antica terra. Da sempre siamo pesciolini che da soli si procurano il boccone per godere la libera vita del gabbiano, oppressi dalla pioggia di Ponente e di Levante come olivi senza innesti. Fra queste insenature è stata la nostra salvezza, come i riboni si salvano dal delfino fra le tane della secca di San Damiano; il nostro pane, nato tra le grotte, è stato benedetto col sudore nell’aia ribollente di Palù... ed abbiamo camminato per una lunga strada dissestata, che oggi rimane spianate dai nostri passi. | Unser Weg ist lang und mit Steinen übersät; Wir haben Samen von Monto gelagert, und der Arm von Vistro blieb zu steinern für die Höhlen, die über dem Meer liegen, welches dieses uralte Land erodiert. Wir waren schon immer Fische, die nur einen Bissen hergaben um den Möwen ein freies Leben zu geben. Unterdrückt durch den Regen von West und Ost wie Oliven ohne Veredelung. Hinter diesen Eingängen ist unser Schutz, so wie die Riboni sich vor den Delphinen retten zwischen den trockenen Nestern von San Damiano; unser Brot wurde in den Höhlen hergestellt und gesegnet wie der kochende Sud auf dem Hof von Palù … und wir gingen auf einer langen holprigen Straße, welche heute durch unsere Schritte geebnet wird. |